# 鴨川合同祭
鴨川合同祭（かもがわごうどうさい）は、9月第2土・日曜に千葉県鴨川市の鴨川地区で行われる秋の祭礼。
全国的にも珍しい担ぎ屋台が登場する。

## 概要
正式名称は「鴨川地区合同祭礼」である。鴨川地区の7つの神社の山車、屋台、神輿、担ぎ屋台が市内を巡行する。
起源は江戸時代頃とされ、長い間はそれぞれの地区で個別に祭礼が行われていた。祭礼の日程もそれぞれ同時期に行われていたことから、1982年（昭和57年）に日程が9月13・14日と統一され、第1回鴨川合同祭が行われた。2000年（平成12年）より開催日を9月第2週の土・日曜に固定。
1日目の夜に神輿や担ぎ屋台が集結する会場（御仮屋）は、2010年（平成22年）まで鴨川市民会館の駐車場だったが、翌2011年（平成23年）よりフィッシャリーナ鴨川に変更された。
千葉テレビ放送の『房総の祭り』シリーズで特別番組が放送されることがある。
2020年（令和2年）、2021年（令和3年）、2022年（令和4年）と新型コロナウイル流行のため3年連続中止。

## 参加地区
- 大浦八雲神社
  - 担ぎ屋台(水交團)-市指定無形文化財
  - 屋台(祇園講)
  - 宮神輿2基
  - 猿田彦、天王様神輿2基

- 川口白幡神社
  - 屋台(白幡講)
  - 宮神輿(川口浜若)

- 熊野神社
  - 屋台(熊若)
  - 宮神輿

- 日枝神社
  - 山車(山王講)-市指定有形文化財
  - 宮神輿

- 諏訪神社
  - 山車(諏訪講)-市指定有形文化財
  - 宮神輿

- 横渚八雲神社
  - 山車(横渚講)
  - 宮神輿

- 貝渚八幡神社
  - 屋台(貝渚講)
  - 宮神輿

- 田町厳島神社
  - 子供神輿

## 大浦担ぎ屋台
大浦の担ぎ屋台は、1833年(天保4年)に厳島神社の弁財天の祭礼で披露されたのが最初とされる。屋台は船をかたどったもので約1トンの重量があり、約50人の担ぎ手により巡行する。
1992年 (平成4年)9月8日に、鴨川市の無形民俗文化財に指定されている。